# Laat ze maar lachen
Laat ze maar lachen was een komisch praatprogramma, waarin grappige fragmenten en bloopers van de betreffende gast worden vertoond. Er waren meestal drie bekende Nederlanders te gast. Aan het eind van programma laat elke gast ook zijn of haar eigen favoriete blooper zien.
Het idee voor Laat ze maar lachen ontstond in 1997 en werd voor het eerst uitgezonden in februari 1998. Ron Brandsteder presenteerde het programma tien seizoenen, tot in juni 2007. Het laatste seizoen, dat werd uitgezonden vanaf 25 april 2009, werd gepresenteerd door Robert ten Brink.
Het format van Laat ze maar lachen keerde in 2016 terug bij RTL 4, maar dan onder de titel Gieren met Goor met Gordon. Dit was een reeks van zeven afleveringen.

## Afleveringen 2009
| Afl. | Datum                                             | Thema                        | Gast 1                 | Gast 2              | Gast 3                | Kijkcijfers | Marktaandeel |
| ---- | ------------------------------------------------- | ---------------------------- | ---------------------- | ------------------- | --------------------- | ----------- | ------------ |
| 01   | 25 april 2009                                     | Klussen, Wonen & Koken       | Erik van der Hoff      | Froukje de Both     | Rudolph van Veen      | 800.000     | 13,4%        |
| 02   | 2 mei 2009                                        | Ouderwets Gezellig/Amusement | Frits Sissing          | Joke Bruijs         | Mary-Lou van Steenis  | 631.000     | 10,9%        |
| 03   | 8 mei 2009 (in verband met verschuiving X Factor) | De Toppers                   | Gordon                 | René Froger         | Jeroen van der Boom   | 838.000     | 13,9%        |
| 04   | 16 mei 2009                                       | Talentenjachten              | Jamai Loman            | Angela Groothuizen  | Eric van Tijn         | 1.110.000   | 18,9%        |
| 05   | 23 mei 2009                                       | Soaps/Series                 | Kelly Pfaff            | Christophe Haddad   | Lone van Roosendaal   | 725.000     | 12,9%        |
| 06   | 30 mei 2009                                       | Typetjes on Stage            | Tineke Schouten        | Hans Kazàn          | Kim-Lian van der Meij | 693.000     | 13,9%        |
| 07   | 13 juni 2009                                      | Beauty & Glamour             | Maik de Boer           | Nikkie Plessen      | Patricia Paay         | 570.000     | 14,0%        |
| 08   | 20 juni 2009                                      | RTL Boulevard                | Winston Gerschtanowitz | Peter van der Vorst | John van den Heuvel   | 872.000     | 17,5%        |
| 09   | 27 juni 2009                                      | Reizen                       | Ursul de Geer          | Sander Janson       | Stella Gommans        | 580.000     | ...          |
| 10   | 4 juli 2009                                       | Sport & Nieuws               | Charles Groenhuijsen   | Margreet Spijker    | Leontien van Moorsel  | 501.000     | 15,1%        |